# 隴南市
隴南市（ろうなん-し）は、中華人民共和国甘粛省に位置する地級市。

## 地理
隴南市は甘粛省南部に位置し西を陝西省、南を四川省と接する。その地理的位置より中国西北部への入口と称される。
東は秦嶺山脈・大巴山脈、北は黄土高原、西はチベット高原という地形配置。東の漢中盆地の一部で、南には四川盆地がある。海抜は800m～4200m。白龍江・白水江・嘉陵江の3つの大河が流れる。これらの他市域内には3800の河川があり、これらの合計流水量は280億m2以上になる。
平均気温は大部分の区域で10℃から15℃。年間降水量は400~1000mm。年間の無霜日数は160~280日。年間日照時間は1,600時間。

## 歴史
隴南には少なくとも7000年前から定住の痕跡があった。5000~6000年前、西漢水と白龍江に沿って文明が栄えた。武都区と礼県には古代の遺跡が残る。隴南は中国統一を初めて成し遂げた秦王朝発祥の地として中国史上重要である。この都市もまた秦の時代まで遡ることができ、陶器・青銅・貨幣などの秦時代の遺物がよくみられる。

## 行政区画
1市轄区・8県を管轄する。
- 市轄区：武都区
- 県：宕昌県・礼県・文県・西和県・成県・康県・徽県・両当県

| 隴南市の地図                                         |
| ---------------------------------------------------- |
| 武都区 成県 文県 宕昌県 康県 西和県 礼県 徽県 両当県 |

### 年表
この節の出典

#### 武都専区(1949年-1958年)
- 1949年10月1日 - 中華人民共和国甘粛省武都分区が成立。武都県・康県・文県・成県・礼県・西和県・西固県が発足。(7県)
- 1949年12月 - 武都分区が武都専区に改称。(7県)
- 1950年5月25日 - 岷県専区岷県を編入。(8県)
- 1953年8月 - 西和県の一部が成県に編入。(8県)
- 1954年3月26日 (8県)
  - 西固県・岷県・武都県の各一部が合併し、甘南チベット族自治区ドゥクチュ行政委員会となる。
  - 岷県の一部が西固県に編入。
- 1954年11月3日 (8県)
  - 西固県が宕昌県に改称。
  - 西和県の一部が成県に編入。
- 1956年1月 - 礼県・西和県・成県が天水専区に編入。(5県)
- 1956年1月31日 (5県)
  - 康県の一部(蒿子川村)が武都県に編入。
  - 武都県の一部(趙家壩村)が康県に編入。
- 1956年3月23日 (5県)
  - 宕昌県の一部(梁家壩郷・中牌郷・坪里郷・南峪郷)が甘南チベット族自治州ドゥクチュ県に編入。
  - 甘南チベット族自治州ドゥクチュ県の一部(官鵞郷・大河壩郷)が宕昌県に編入。
- 1956年5月30日 (5県)
  - 宕昌県の一部(新寨郷の一部)が武都県に編入。
  - 武都県の一部(大院郷の一部)が宕昌県に編入。
- 1956年8月9日 - 天水専区西和県の一部が武都県に編入。(5県)
- 1956年9月18日 (5県)
  - 康県の一部が武都県に編入。
  - 武都県の一部が宕昌県に編入。
- 1956年11月14日 - 武都県の一部が康県に編入。(5県)
- 1956年11月26日 (5県)
  - 陝西省漢中専区略陽県の一部(郭鎮区大南峪郷および木瓜園郷・大草壩郷の各一部)が康県に編入。
  - 康県の一部(雲台区窯坪郷・鄭家湾郷の各一部)が陝西省漢中専区略陽県に編入。
- 1957年10月29日 - 武都県の一部が康県に編入。(5県)
- 1958年4月8日 - 武都県・康県・文県・宕昌県・岷県が天水専区に編入。

#### 武都地区(1961年-1985年)
- 1961年11月15日 - 天水専区文県・武都県を編入。武都専区が成立。(2県)
- 1961年12月15日 (5県)
  - 武都県の一部が臨洮専区岷県の一部と合併し、宕昌県が発足。
  - 武都県の一部が天水専区徽成県の一部と合併し、康県が発足。
  - 天水専区徽成県の一部が分立し、成県が発足。
- 1963年2月5日 - 武都県の一部が宕昌県に編入。(5県)
- 1963年8月8日 - 甘南チベット族自治州ドゥクチュ県の一部が武都県・宕昌県に分割編入。(5県)
- 1963年10月11日 - 甘南チベット族自治州ドゥクチュ県の一部が文県に編入。(5県)
- 1963年10月23日 - 臨洮専区岷県を編入。(6県)
- 1966年6月23日 - 岷県の一部が天水専区漳県に編入。(6県)
- 1969年9月4日 - 武都専区が武都地区に改称。(6県)
- 1984年2月8日 - 文県の一部が甘南チベット族自治州ドゥクチュ県に編入。(6県)
- 1985年5月14日 - 武都地区が隴南地区に改称。

#### 隴南地区
- 1985年5月14日 - 武都地区が隴南地区に改称。(7県)
  - 天水地区西和県・礼県を編入。
  - 岷県が定西地区に編入。
- 1985年7月8日 - 天水地区徽県・両当県を編入。(9県)
- 2004年1月11日 - 隴南地区が地級市の隴南市に昇格。

#### 隴南市
- 2004年1月11日 - 隴南地区が地級市の隴南市に昇格。(1区8県)
  - 武都県が区制施行し、武都区となる。

## 経済
2004年の隴南のGDPは6,338,000人民元で、前年より12%増。 
主な農作物は穀物、生薬、植物油、果実、野菜。
主な鉱産物は石炭、銅、鉛、亜鉛、石油、金。その他セメントその他建築資材も生産される。

## 交通

### 鉄道
- 中国鉄路総公司
  - 蘭渝線
  - 宝成線

### 道路
- 高速道路
  - 蘭海高速道路
  - 十天高速道路
  - 平綿高速道路
- 国道
  - G212国道
  - G316国道

### 空港
- 隴南成県空港（中国語版）

## 自然
1300種を越す樹木、1300種の薬草、100種の果実、300種の動物が生息し、それらの多くが保護の対象となっている。